# Courtney Barnett
Courtney Barnett (sinh ngày 3 tháng 11 năm 1988) là một ca sĩ-nhạc sĩ từ Melbourne, Úc. Barnett bắt đầu chơi guitar từ năm 10 tuổi. Năm 2012, cô thành lập hãng đĩa Milk! Records và phát hành EP đầu tay, I've Got a Friend called Emily Ferris. EP thứ hai, How to Carve a Carrot into a Rose (2013), nhận được đánh giá cao từ các nhà phê bình. "Avant Gardener" được trang web Pitchfork Media chọn làm 'Best New Track' và có mặt trong danh sách "Top 100 Tracks of 2013".
Album phòng thu đầu tay của Barnett, Sometimes I Sit and Think, and Sometimes I Just Sit, được phát hành ngày 23 tháng 3 năm 2015. Album đạt vị trí số #4 tại Úc.

## Thành viên khi biểu diễn
| - Courtney Barnett – hát, guitar, sáng tác - Bones Sloane – bass, hát bè - Dave Mudie – trống - Dan Luscombe – guitar | - Pete Convery – bass - Alex Hamilton – guitar - Alex Francis – guitar |

## Đĩa nhạc

### Album phòng thu
| Tên                                                 | Thông tin | Vị trí bảng xếp hạng | Vị trí bảng xếp hạng | Vị trí bảng xếp hạng | Vị trí bảng xếp hạng | Vị trí bảng xếp hạng | Vị trí bảng xếp hạng |
| Tên                                                 | Thông tin | AUS                  | IRE                  | NLD                  | NZ                   | UK                   | US                   |
| --------------------------------------------------- | --- | -------------------- | -------------------- | -------------------- | -------------------- | -------------------- | -------------------- |
| Sometimes I Sit and Think, and Sometimes I Just Sit | - Phát hành: 20 tháng 3 năm 2015 - Hãng đĩa: Milk!, Marathon, House Anxiety, Mom + Pop - Định dạng: 12" vinyl, CD, digital download | 4                    | 28                   | 26                   | 19                   | 16                   | 20                   |

### EP
| Year | Title                                 | Format               | Released                  | Label                                                        |
| 2012 | I've Got a Friend Called Emily Ferris | CD/Digital           | ngày 2 tháng 4 năm 2011   | Milk! Records                                                |
| 2013 | How to Carve a Carrot into a Rose     | CD/Digital           | ngày 15 tháng 10 năm 2013 | Milk! Records                                                |
| 2013 | The Double EP: A Sea of Split Peas    | 12" vinyl CD/Digital | ngày 20 tháng 5 năm 2013  | Milk! Records Marathon Artists House Anxiety Mom + Pop Music |

### Đĩa đơn
- "History Eraser" - Milk!/Marathon/V2 (14 tháng 10 năm 2013)
- "Pedestrian at Best" - Milk!/Marathon/V2 (16 tháng 2 năm 2015)